# Мухаджирство

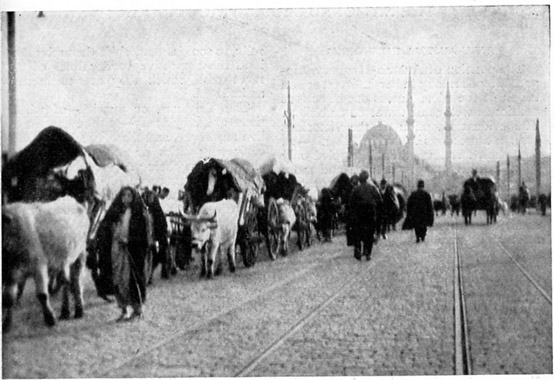
Прибуття балканських мухаджирів до Стамбула. 1912 р.

Мухаджирство — масове та цілеспрямоване переселення мусульман у мусульманську країну з немусульманських країн, де мусульмани є меншістю або найчастіше їм стають внаслідок воєнних дій (наприклад, анексія мусульманської території християнською державою) і не бажають миритися зі становищем релігійної меншини.

## Етимологія
Мухаджири (араб. المهاجرون ‎ . «Переселенці») - ім'я дії, що походить з арабської мови від слова гіджра - переселення.
Спочатку, коли ще живий був пророк, мединських мусульман називали «ансари» (що означає «помічники»), а мусульман, які переселилися з Мекки, називали «мухаджири» (що означає «переселенці»), лише через цей термін поширився на всіх мусульман - "переселенців" (з будь-яких інших місць).

## Приклади
У сучасному контексті цей термін застосовується до різних масових переселень мусульман із територій, контрольованих немусульманською більшістю чи урядом. В історичній літературі термін пов'язаний із такими подіями:
- Переселенці у м. Ясріб (майбутня Медіна) з м. Мекка під проводом пророка Мухаммеда, перші прихильники ісламу, змушені тікати від переслідувань язичників. Див. Хіджра.
- Мусульмани Хорезма, які втекли до інших мусульманських країн після завоювання Середньої Азії ордами Чингісхана. Одним із таких переселенців був поет Джалаладдін Румі, який переселився з Афганістану до держави турків-сельджуків.
- Маври, які добровільно або вимушено переселилися з Іспанії до країн Магрібу після завершення Реконкісти. Див. Моріски.
- Кримські татари, які масово переселилися в Османську імперію після приєднання Росією Кримського ханства в 1783 році.
- Мусульмани Кавказу, в XIX столітті насильно виселені до імперії Османа за допомогою російських військ в результаті Кавказької війни. Детальніше див. Мухаджирство на Північному Кавказі.
- Балканські мусульмани (турки, албанці, босняки, цигани, помаки, греки-мусульмани та ін.), що виїхали до Туреччини в 1878-1923 роках у зв'язку із втратою Османської імперією територій у Східній та Південній Європі.
- Мусульмани Індії, що переселилися до Пакистану в середині XX століття в результаті поділу Британської Індії.
- Палестинські араби, що залишили зайняті ізраїльською армією території протягом XX століття і проживають переважно у суміжних країнах.
- Афганці, що втекли з Афганістану до Ірану та Пакистану після вторгнення радянських військ у 1979 році. Див Афганська війна (1979-1989).